# طقس أنطاكي

منظر من داخل كاتدرائية مار جرجس المارونية في وسط بيروت.

نشأ الطقس الأنطاكي في حدود بطريركية أنطاكية. نشأت الطقوس المسيحيّة الأولى في أورشليم والتي دعيت أم الكنائس وسرعان ما نشأت عواصم أخرى للطقوس المسيحية، مثل أنطاكية حيث دعي المسيحيين بهذا الاسم للمرة الأولى والرها وهي أول بلاد اعتنقت المسيحية ومركز سرياني وثقافي كبير، ظلت محافظة على جذورها السريانية على عكس أنطاكية التي تأثرت بالطقوس الأورشليمية، ولذلك يعمد اللاهوتيون والمؤرخون إلى تقسيم الطقوس المسيحية الشرقية إلى عائلتين كبيرتين، الطقس الأول وهو الطقس الأورشليمي - الأنطاكي والثاني هو الطقس الرهاوّي، وفي وقت لاحق اعتبر نهر الفرات أصلاً لتلك القسمة فدعي الطقس الأنطاكي - الأورشليمي بالطقس الغربي في حين دعي الطقس الرهاوّي بالطقس الشرقي.
وداخل هاتين العائلتين الكبيرتين للشعائر الشرقية هناك أيضًا عدد من العائلات المتوسطة والصغرى ففي داخل الطقس الأنطاكي - الأورشليمي تمايز واضح بين طقسين: الأول سرياني خالص والثاني تأثر حتى غاص كليًا بالتراث الهليني اليوناني وهو اليوم المعتمد في الكنيسة الملكيّة بشقيها الكاثوليكي والأرثوذكسي، بيد أنه قد نشأت بمرور الأيام علاقات وثقى بين مختلف الطقوس فيُلاحظ أن الكنيسة الأنطاكية الأرثوذكسية وهي تتبع الطقس الأنطاكي اليوناني تعتمد نظرة الطقس الرهاوّي إلى التقديسات الثلاث موجهة إياها إلى الثالوث الأقدس، في حين أن الطقس الأنطاكي السرياني ينسبها إلى السيد المسيح وحده، ولا يوجد طقس ماروني صرف، إنما الطقس الماروني هو جزء من الطقس الأورشليمي - الأنطاكي السرياني وهذا هو سبب تسمية الكنيسة بهذا الاسم، أي «الكنيسة الأنطاكيّة السريانية المارونية».
يتألف القدّاس المسيحي الأنطاكي من قسمين هما قسم الكلمة وقسم القربان، يطلق على القسم الأول اسم «ما قبل النافور» أو «الخدمة» في حين يطلق على القسم الثاني اسم «النافور وما بعد النافور»، وللكنيسة السريانية بشكل عام تنوّع واضح في قداديسها، فبينما توجد في الكنيسة الملكية أو الكنيسة اللاتينية خدمة واحدة فقط، تحوي الكنيسة السريانية 73 خدمة متبدلة بحسب العام، والأمر نفسه يصدق بالنسبة للقسم الثاني من القدّاس فبينما تحوي الكنيسة الملكية الكاثوليكية على ثلاث نوافير فقط تحوي الكنائس السريانية عامة على ما يفوق الثمانين نافورًا، اعتمدت الكنيسة المارونية منهم ثمانية يرقون لما قبل القرن العاشر، وهكذا لا تعتبر هذه الطقوس مجرد ترديد الكلام نفسه، طيلة العام بل تؤدي إلى خلق حركة تجديد في الإيمان.
أما سائر كتب الصلوات الأنطاكيو فهي كثيرة: صلوات الصباح والمساء ونصف النهار على مدار العام، رتبة تبريك الشموع، رتبة تبريك الزيتون، رتبة تبريك الرماد، رتبة تبريك المياه، رتبة تبرك الزيت يوم أربعاء القنديل - أربعاء أسبوع الآلام - رتبة سجدة الصليب يوم الجمعة العظيمة، رتبة الغفران يوم سبت النور، رتبة السلام يوم أحد الفصح، رتبة السجدة يوم أحد العنصرة، رتبة افتتاح كنيسة جديدة، رتبة الخطبة والزواج ورتبة الجنازات؛ وجميعها تخضع لتنسيق القسم الأول ذاته من القداس المعروف باسم الخدمة، بمعنى أنها تتألف من صلوات البدء الثلاثة لتمجيد الله، يليها صلوات الغفران مصحوبة بالترانيم والبخور قبل أن تلحق بالتقديسات الثلاث والإنجيل وصلوات الختام، وهذه الرتب منسقة وفق الطقس الأنطاكي السرياني المعروف بالغربي وما نتج عنه من تطورات مارونية لاحقًا، وهناك أيضًا رتبة المعمودية والميرون ورتبة الغسل يوم خميس الأسرار وهي تتبع التقليد الرهاوي السرياني.